# アントワーヌ・アドゥリス
アントワーヌ・アドゥリス（Antoine Adelisse、1996年6月10日 - ）は、フランス・ナント出身のフリースキーヤー。種目はスロープスタイル・ビッグエアー。

## 生い立ち
2015年12月にアメリカのブリッケンリッジで開催するDew Tour・スロープスタイル種目に初出場することが決定している。

## 戦歴
フランスで開催されるAFP主催大会SFR Tourでは2011年にスロープスタイルとハーフパイプで3つのゴールドメダルを獲得。2015年にカナダのウィスラー・ブラックコムで開催されたAFP World Tour Finalsではイギリス出身のジェームズ・ウッズ (フリースタイルスキーヤー)を抑え、ボビー・ブラウン(フリースタイルスキーヤー)、マクレイ・ウィリアムズに次ぐブロンズメダルを獲得。2015年8月にニュージーランドのCardronaで開催されたAudi quattro Winter Games NZではBig Airでスイスのルカ・シューラーを抑えブロンズメダル。同じ年の8月にニュージーランドのCardronaで開催されたFIS World Cupでは45位。

## スポンサー
- Salomon
- Giro
- La Plagne
- SFR
- POC
- Picture Organic Clothing[4][5]。